# Сестримо
Сестримо (болг. Сестримо) — село в Болгарии. Находится в Пазарджикской области, входит в общину Белово. Население составляет 1 296 человек.

## Политическая ситуация
В местном кметстве Сестримо, в состав которого входит Сестримо, должность кмета (старосты) исполняет Стойчо Ангелов Стефанов (Болгарская социалистическая партия (БСП)) по результатам выборов (2007 года) правления кметства.
Кмет (мэр) общины Белово — Кузман Атанасов Маринков (коалиция в составе 3 партий: Национальное движение «Симеон Второй» (НДСВ), Болгарская социал-демократия (БСД), Союз свободной демократии (ССД)) по результатам выборов в правление общины.